# لولي (مدينة)
لولي هي مدينة من مدن البرتغال تقع في أقصى الجنوب. يبلغ عدد سكانها 70,622 نسمة وذلك حسب إحصائيات سنة 2011. تبلغ مساحتها 763.67 كم².

## معرض الصور

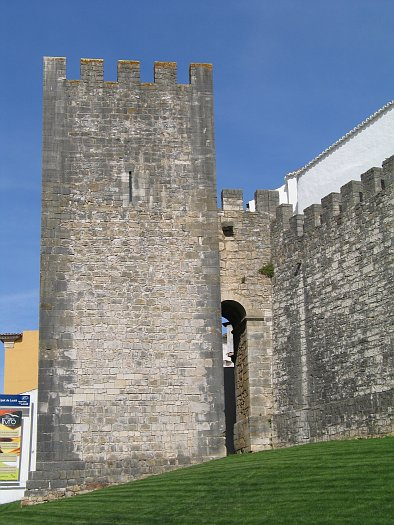
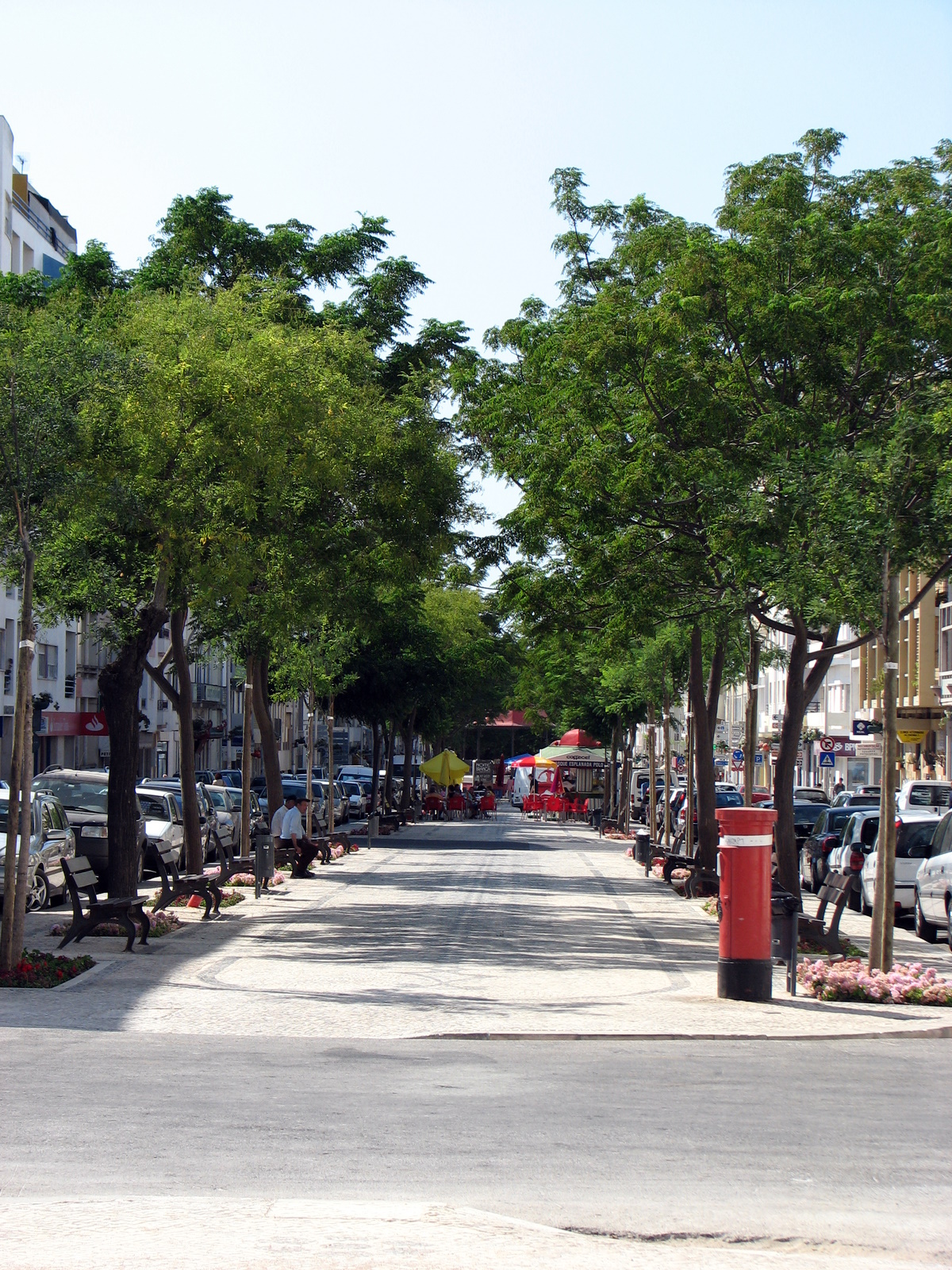
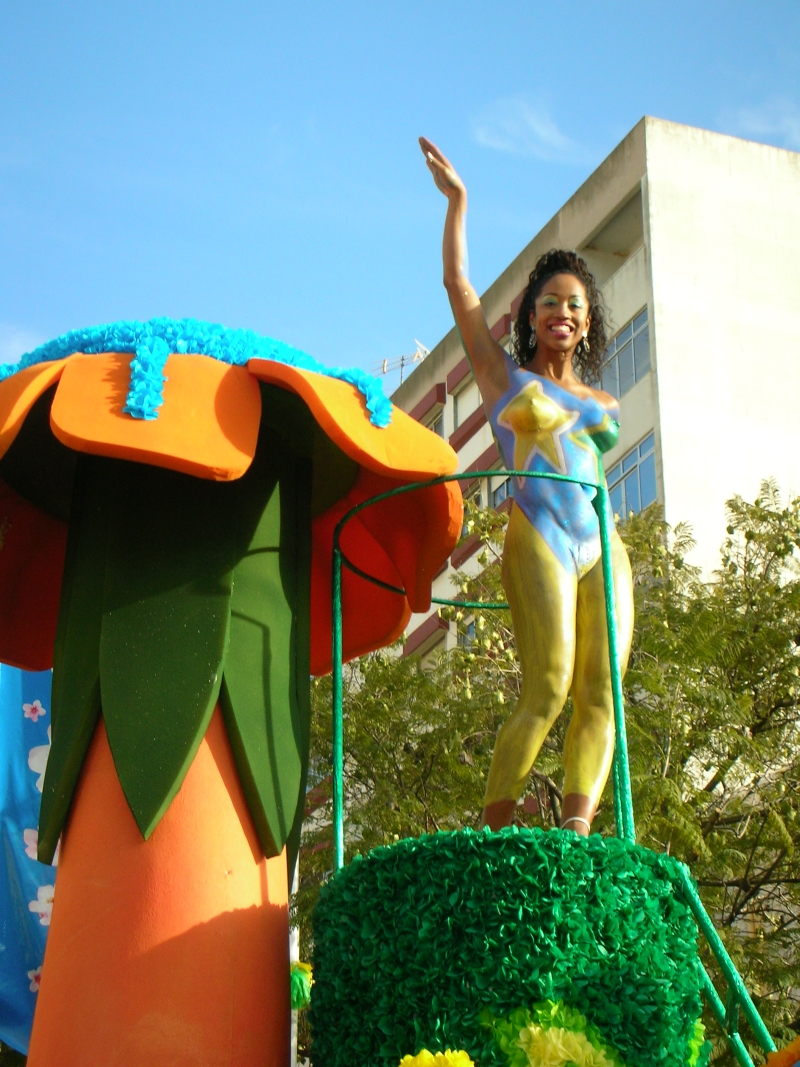
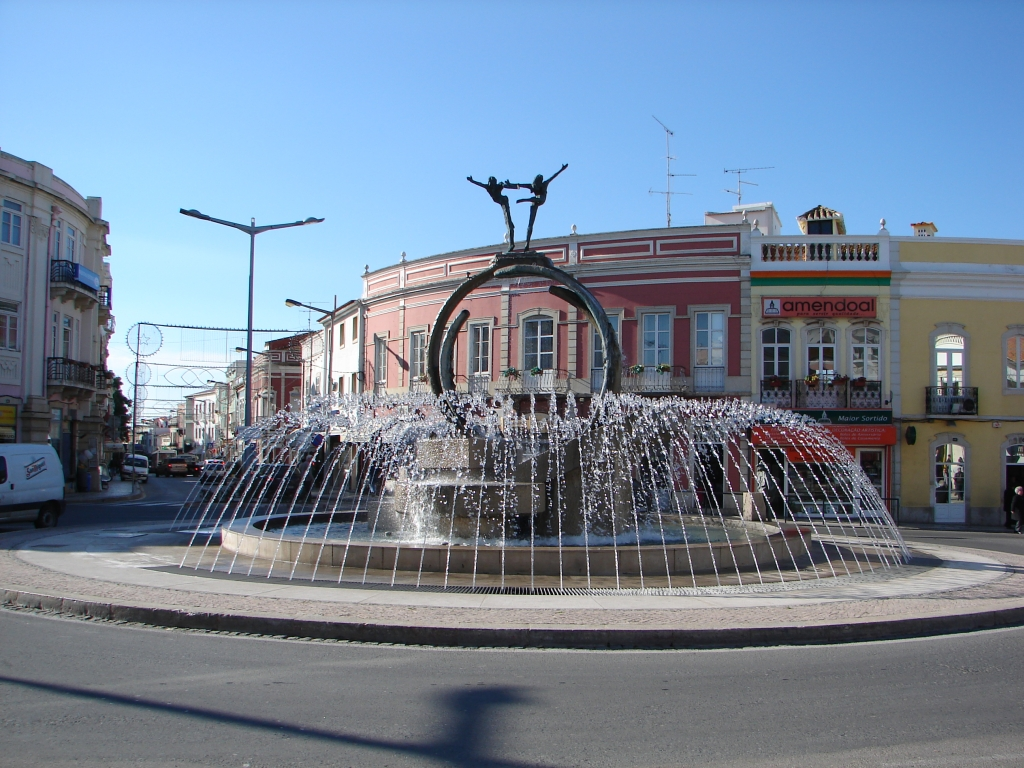
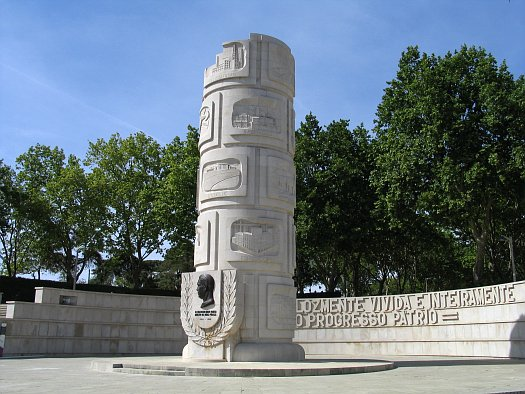
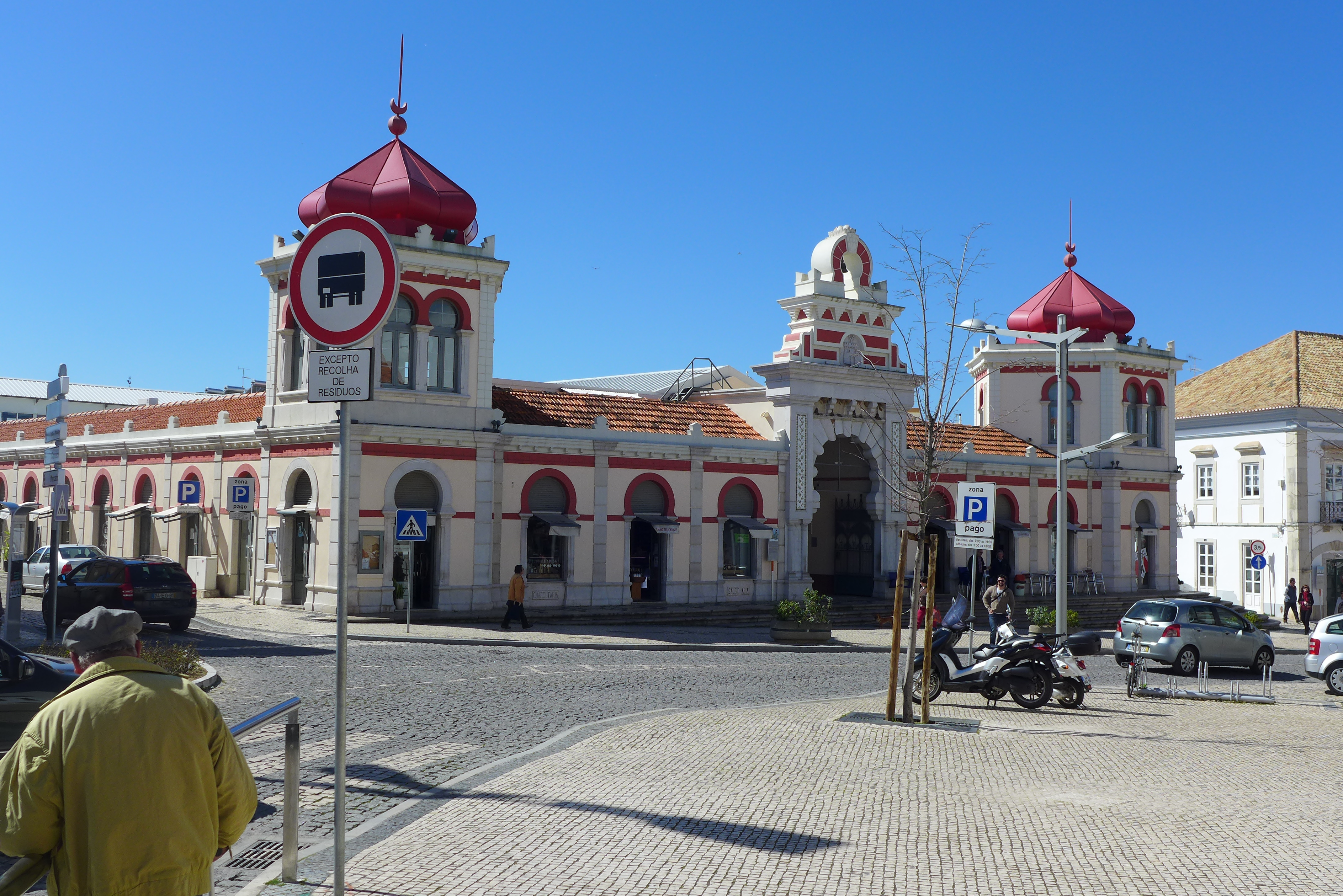
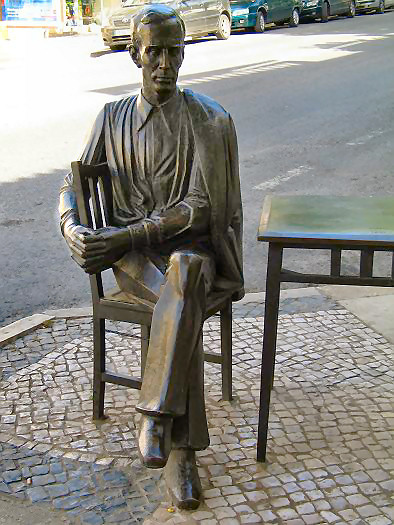
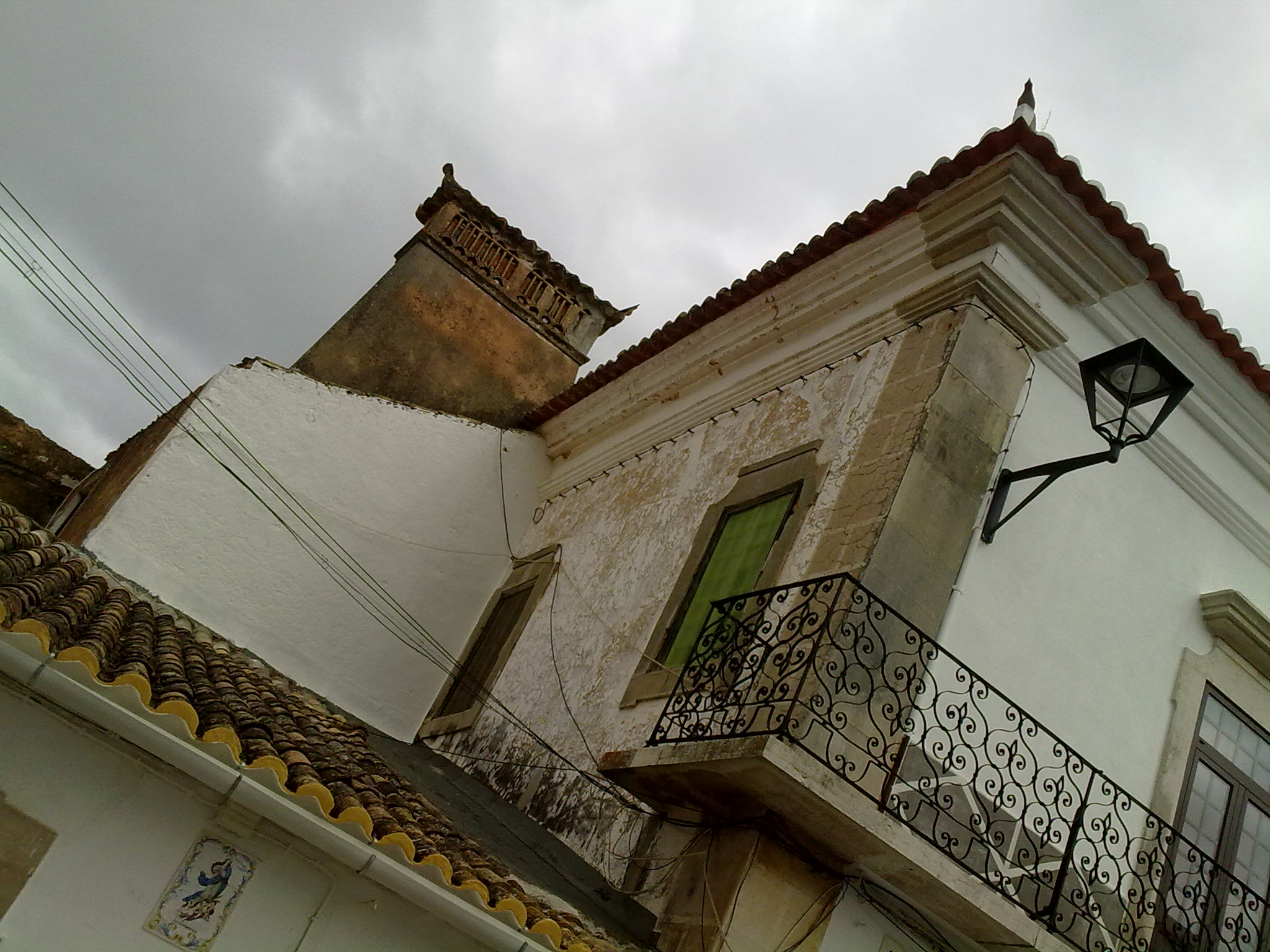
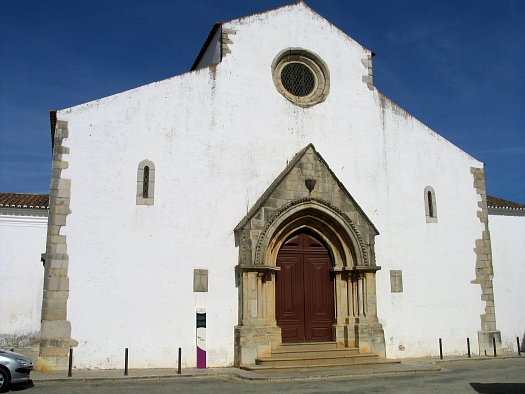
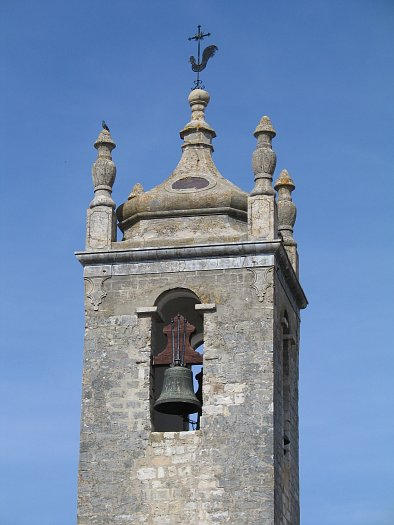

## أعلام
- فاسوتو رويز
- خوسيه ماتوس ريس

## وصلات خارجية
- الموقع الرسمي